# Élégance (groupe)
Élégance est un groupe de pop et funk français.

## Biographie
Le groupe connaît son principal succès pendant l'été 1982 avec le titre Vacances j'oublie tout. En 1983, ils sortent la version anglaise de Vacances j'oublie tout appelée Key West Wanna Groove en version maxi 45 tours pour le marché anglo-saxon. Le groupe est composé principalement de Marc Ricci et de Pierre Zito. Michel Boudon participe aussi à la production de Vacances, j'oublie tout avec Gilbert Di Nino. François Feldman a participé aux arrangements de plusieurs titres dont Vacances, j'oublie tout. Didier Barbelivien a écrit la face B Voyageur du 45 tours Faut pas jouer… avec les sentiments. Gilbert Di Nino a écrit et composé la face B Zig zag du 45 tours Centre ville.

## Discographie

### Singles
| Année | Face A / Face B                                                | Meilleure position | Date            |
| ----- | -------------------------------------------------------------- | ------------------ | --------------- |
| 1982  | Vacances j'oublie tout / Vacances j'oublie tout (Instrumental) | 15                 | 2 juillet 1982  |
| 1983  | Jamais de risque / Le cœur en stéréo                           | 67                 | 28 mai 1983     |
| 1984  | Besoin de partir / Amour chagrin                               | 91                 | 6 mai 1984      |
| 1985  | Centre ville / Zig zag (Instrumental)                          | 81                 | 17 février 1985 |
| 1985  | Un tube... sinon rien / Le cœur à l'envers                     | 78                 | 25 janvier 1986 |
| 1986  | Faut pas jouer... avec les sentiments / Voyageur               | -                  | -               |
| 1989  | Vacances, j'oublie tout '89                                    | -                  | -               |

### Compilation
- 2011 : Référence 80 : Elégance (LM Music)[4]

### Auteurs et compositeurs
- Vacances j'oublie tout (1982) : Patrick Bourges / Pierre Zito
- Jamais de risque (1983) : Patrick Bourges / Pierre Zito - Marc Ricci
- Le cœur en stéréo (1983) : Patrick Bourges / Pierre Zito - Marc Ricci
- Besoin de partir (1984) : Patrick Bourges - Pierre Zito / Marc Ricci
- Amour chagrin (1984) :  Patrick Bourges - Marc Ricci / Pierre Zito
- Centre ville (1985) :  Patrick Bourges - Marc Ricci / Pierre Zito
- Zig zag (1985) : Gilbert Di Nino
- Un tube... sinon rien (1985) : P. Lasegue - Michel Kricorian / Michel Kricorian - Thierry Noritop
- Le cœur à l'envers (1985) : Patrick Bourges - Marc Ricci / Pierre Zito
- Faut pas jouer… avec les sentiments (1986) : Patrick Bourges - Pierre Zito / Marc Ricci
- Voyageur (1986) : Didier Barbelivien / Pierre Zito
- Vacances j'oublie tout '89 (1989) : Patrick Bourges / Pierre Zito